# 阮元声
阮元聲（?—?），字无声，号霞屿，雲南马龙州（现马龙县）人。明末官員、學者。

## 生平
天启辛酉（1621年）科举人，崇祯元年（1628年）戊辰科三甲进士。歷官金华府推官，吏部文选司、稽勋司员外郎，陕西典试。

## 著作
有《南诏野史》、與戴应鳌同輯《金华诗粹》、《金华文徵》二十卷、《霞屿集》等。